# George S. Myers
George Sprague Myers (Jersey City, 2 de febrero de 1905 – 4 de noviembre de 1985) fue un ictiólogo y herpetólogo estadounidense más conocido por ser el coautor del primer texto moderno que clasificó a los peces teleósteos titulado Phyletic Studies of Teleostean Fishes, with a Provisional Classification of Living Forms que se publicó en 1966.
Phyletic... es el primer texto oficial donde se mencionan a los dos superórdenes teleósteos Osteoglossomorpha y Paracanthopterygii; junto con sus otros autores, se le considera como autoridad binomial para dichos superórdenes.
Publicó más de 600 investigaciones científicas y textos no científicos, mientras que desde 1932 a 1960 fue editor asociado de la revista The Aquarium y editor científico de Exotic Aquarium Fishes; adicionalmente, fue el fundador y editor de la revista Stanford Ichthyological Bulletin entre 1938 y 1967, editor de The Aquarium Journal entre 1952 y 1954, y miembro del comité editorial de  Ichthyologica en 1966. Además, uno de sus primeros trabajos académicos lo realizó en el Museo Nacional de Historia Natural del Instituto Smithsoniano, institución que guarda parte de su obra.

## Abreviatura (zoología)
La abreviatura G.S. Myers  se emplea para indicar a George S. Myers como autoridad en la descripción y taxonomía en zoología.